# Əmirarx
Əmirarx è un comune dell'Azerbaigian situato nel distretto di Ağdaş. Conta una popolazione di 1 113 abitanti.